# Zdzisław Ilczuk
Zdzisław Ilczuk (ur. 23 marca 1929 w Zagożdżonie, zm. 10 września 2011) – polski mikrobiolog, wykładowca Uniwersytetu Marii Curie-Skłodowskiej, popularyzator nauki.

## Życiorys
Zdzisław Ilczuk urodził się w Zagożdżonie (obecnie w granicach Pionek), tam też rozpoczął naukę w szkole powszechnej. Okres okupacji niemieckiej spędził w Chełmie, gdzie w 1947 roku ukończył Gimnazjum im. Stefana Czarneckiego. W 1949 roku zdał maturę w liceum w Pionkach, a w roku następnym rozpoczął studia na Wydziale Matematyczno-Przyrodniczym Uniwersytetu Warszawskiego, kontynuowane od 1953 roku na Wydziale Biologii i Nauk o Ziemi Uniwersytetu Marii Curie-Skłodowskiej. Ukończył je w 1955 roku uzyskując tytuł magistra w zakresie mikrobiologii. Pracę magisterską, podobnie jak później doktorską, pisał pod kierunkiem profesora Stanisława Bujaka.
Jeszcze w trakcie studiów objął stanowisko młodszego asystenta, następnie asystenta w Katedrze Mikrobiologii Ogólnej, od 1962 roku w Katedrze Mikrobiologii Szczegółowej. W 1970 roku rozpoczął pracę w Zakładzie Mikrobiologii Stosowanej, w obrębie którego zorganizował Pracownię Mikrobiologii Technicznej. W latach 1973–1978 był prodziekanem Wydziału Biologii i Nauk o Ziemi, 1978–1981 prorektorem do spraw dydaktyki i wychowania. W 1987 roku został kierownikiem Zakładu Mikrobiologii Stosowanej i dyrektorem Instytutu Mikrobiologii, rok później uzyskał tytuł profesora zwyczajnego. W latach 1995–1999 był kierownikiem Zakładu Mikrobiologii Przemysłowej.
Jego dorobek naukowy obejmuje ponad 170 pozycji, w tym 71 opublikowanych rozpraw, oraz współautorstwo trzech patentów. Publikował między innymi w czasopismach „Postępy Mikrobiologii”, których redaktorem naczelnym był w latach 1982–1990, oraz „Przemysł Spożywczy”. Należał do Polskiego Towarzystwa Mikrobiologów i Lubelskiego Towarzystwa Naukowego, był członkiem Komisji Mikrobiologii Przemysłowej i Komisji Biotechnologii Komitetu Mikrobiologii Polskiej Akademii Nauk, Komisji Biotechnologii Rolnej Komitetu Technologii i Chemii Żywności PAN, Rady Naukowej Instytutu Biotechnologii Przemysłu Rolno-Spożywczego. W ramach działalności popularyzatorskiej publikował artykuły w prasie popularnonaukowej i codziennej, był autorem książek Na tropach życia pozaziemskiego oraz Niewidzialni sojusznicy człowieka. 
Był odznaczony między innymi Krzyżem Kawalerskim Orderu Odrodzenia Polski, Złotym Krzyżem Zasługi, Medalem Komisji Edukacji Narodowej, srebrną odznaką honorową „Zasłużony dla Lublina”.
Zmarł 10 września 2011 roku i został pochowany na cmentarzu w Głusku.